# Avenida da Liberdade, nºs 206-218

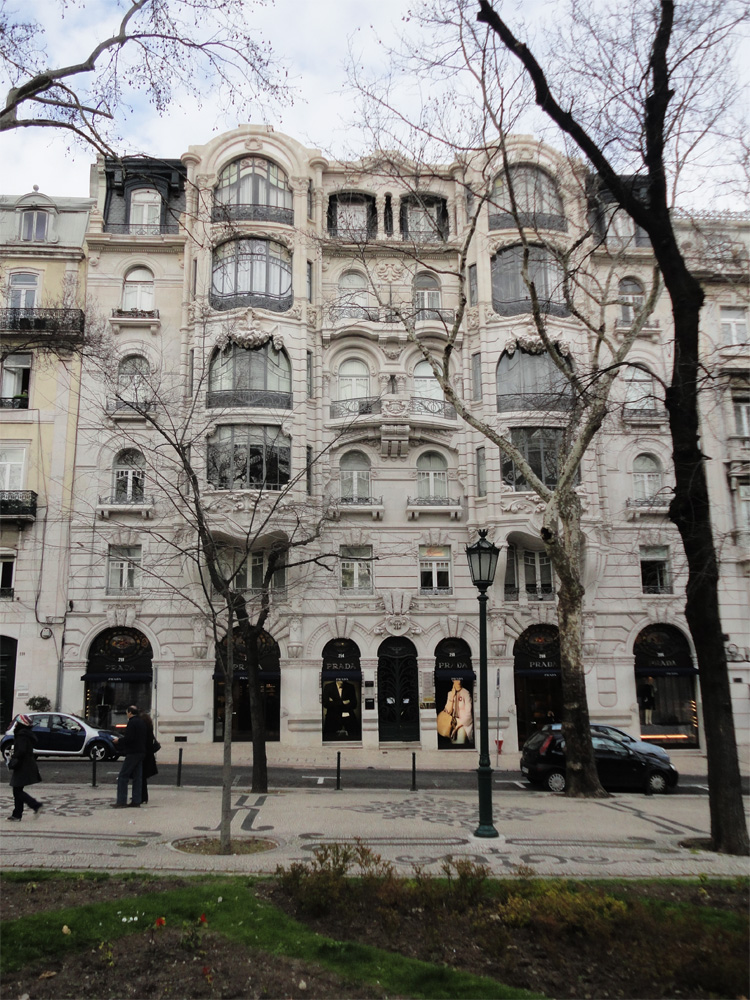
Frontansicht des Gebäudes von der Avenida da Liberdade aus

Das Haus Avenida da Liberdade, nºs 206-218 ist ein Wohn- und Geschäftshaus im Zentrum der portugiesischen Hauptstadt Lissabon.
Das sechsstöckige Gebäude wurde 1915 an der nordöstlichen Seite der Prachtstraße Avenida da Liberdade nach Plänen des Architekten Manuel Norte Júnior errichtet. Bauherr war Domingos da Silva. Im Gegensatz zu den meisten anderen Gebäuden der Straße erstreckt es sich auf die gesamte Tiefe des Grundstücks und hat auch eine Schaufassade zur hinter der Avenida parallel laufenden Rua Rodrigues Sampaio.
Wegen der bedeutenden Komposition und seiner dekorativen Opulenz wurde es 1915 mit dem Prémio Valmor ausgezeichnet.
Es beherbergt heute den Flagshipstore des Modeunternehmens Prada in Portugal.